# Hauzendorf (Bernhardswald)
Hauzendorf ist ein Ortsteil der Gemeinde Bernhardswald im Oberpfälzer Landkreis Regensburg in Bayern.

## Geografische Lage
Das Dorf Hauzendorf liegt in der Region Regensburg etwa zwei Kilometer nordöstlich von Bernhardswald.

## Geschichte
Ein Ruedger von Hautzndorf wird zwischen 1146 und 1160 in den Traditionen des Klosters St. Paul als Käufer eines Gutes Haeselinesgruebe (= Höslgrub) genannt. Die Hauzendorfer sind bis zur zweiten Hälfte des 15. Jahrhunderts Besitzer der nunmehrigen Hofmark. Dann übernehmen die Wallrab Hauzendorf. Nach dem Aussterben der Hauzendorfer Linie der Wallrab tritt in der Folge ein häufiger Besitzerwechsel auf Hauzendorf ein. Das Schloss Hauzendorf brannte 1772 mit Stadel und Stallung ab, 1784 folgte der Wiederaufbau. Das heutige Schloss Hauzendorf ist eine zweigeschossige Vierflügelanlage mit Walmdächern, Zwiebeldachreiter und Kapelle im Erdgeschoss (mit romanischer Apsis) aus dem 18. Jahrhundert.
Im Zuge der Verwaltungsreformen in Bayern entstanden mit dem Gemeindeedikt von 1818 die heutigen Gemeinden, so auch Bernhardswald und Hauzendorf. Noch 1840 bestand in Hauzendorf ein Patrimonialgericht II. Klasse, das aber nicht durch einen Hofmarksherren, sondern durch das Landgericht Regenstauf verwaltet wurde. Die letzten Reste der Adelsherrschaft wurden in der Revolution 1848 aufgehoben. Am 1. Oktober 1926 wurde die Gemeinde Lambertsneukirchen zu großen Teilen nach Hackenberg eingemeindet, einige Ortsteile kamen aber auch zu Hauzendorf. Am 1. Januar 1972 wurde Hauzendorf mit den Orten Erlbach, Grubberg, Lohhof, Niederhof, Stadlhof, Stockhof, Weiherhäusl und Wolferszwing zur Gemeinde Bernhardswald eingemeindet. Das Schlossgut Hauzendorf ist heute ein Biobauernhof.

## Weblink
- Hauzendorf in der Ortsdatenbank der Bayerischen Landesbibliothek Online. Bayerische Staatsbibliothek